# Геронтоцид

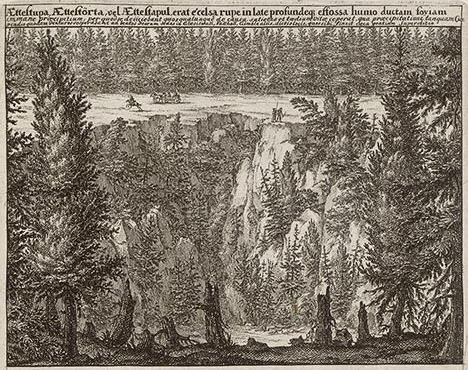
Еттеступа у Вестерйотланді намальована Willem Swidde у 1705 р.

Геронтоцид — вбивство людей похилого віку, які досягли певного віку. Щоб позбавити себе від важкого тягаря і самих людей похилого віку від зайвих і довгих страждань, їх вбивали або виводили у відокремлене місце і залишали напризволяще.

## Приклади в історії
У деяких суспільствах звичай застосовувався вельми широко, як, наприклад, на островах Фіджі, де в багатьох місцях неможливо було зустріти людину віком понад 40 років. Найчастіше цей звичай зустрічався у австралійських аборигенів, він також існував у північноамериканських індіанців, у готтентотів, у коряків, камчадалів, чукчів, саамів, стародавніх германців та ін.
Український етнограф П. Я. Литвинова-Бартош передає, що за розповіддю очевидців в 1880-х роках, ще на початку XIX сторіччя в селі Землянка (Глухівський повіт Чернігівської губернії, зараз Сумська область) старих вивозили в зимову пору в глухе місце і опускали в глибокий яр, а щоб при опусканні вони не розбилися або не затрималися на схилі, їх саджали на луб, звідси цей звичай евфемістично звався «саджати на лубок». Коли цей звичай був заборонений, то стали вдаватися до ізолювання людей похилого віку в порожній хаті, де вони вмирали з голоду і холоду. Подібні згадки було зафіксовано також і на Катеринославщині, але найпоширенішими є згадки про цей
звичай на Гуцульщині та на Поліссі. Його також відображено у народній казці «Син батька на лубку вивозить», яку записав Б. Д. Грінченко у Полствині (нині Черкаська область): «Колись-то, кажуть, за давньої давнини, старих людей, нікчемних до роботи, недобрі діти вивозили на лубку у провалля». Аналогічний сюжет у казці «Лубок», що записав Г. Я. Стрижевський, та дуже схожий сюжет в однієї з притч в давньоіндійському збірнику буддійських притч «Джатаки».
В Японії існував звичай ритуального вбивства «убасте», коли старих відносили вмирати на гору (в фольклорі — гора Нараяма, або Гора покинутих старих).
У грузинському і таджицькому фольклорі ім'я Олександра Македонського асоціюється з відміною цього звичаю.